# 多次勝昭
多次 勝昭（たじ かつあき、1949年（昭和24年）10月24日 - ）は、日本の政治家。元兵庫県朝来市長（3期）。

## 来歴
兵庫県朝来市出身。1974年（昭和49年）3月、龍谷大学法学部卒業。同年4月、和田山町役場に採用される。
2005年（平成17年）4月1日、生野町・和田山町・山東町・朝来町の4町が合併して朝来市が発足。それと共に朝来市の企画部長に就任。
2009年（平成21年）1月、朝来市役所を退職。同年4月19日に行われた朝来市長選挙に立候補し初当選。5月8日、市長就任。2013年（平成25年）、無投票により再選。
2015年（平成27年）12月29日発売の月刊誌『田舎暮らしの本』2016年2月号に掲載された「2016年版住みたい田舎ベストランキング」で、兵庫県朝来市が全国1位に選ばれた（鳥取県岩美町も同率1位）。
2017年（平成29年）、無投票で3選。
2021年（令和3年）1月、4月の市長選挙に立候補せず任期満了に伴い退任する意向を示した。
2022年春の叙勲で旭日小綬章を受章。